# Дунайская флотилия (Австрия)
Австрийская Дунайская флотилия (нем. Patrouillenbootstaffel) — условное название речных сил Австрии на Дунае и его притоках, подразделения которых образовались после распада Австро-Венгерской империи. Исторически почти все время входили в состав инженерных частей армии.

## История 1918—1938 гг
После распада Австро-Венгерской империи с ноября 1918 года в Австрии действовал отряд моторных катеров (Volkswehr-Motorbootsabteilung), базировавшийся в Нусдорфе, Вена, который был преобразован в небольшую флотилию. По условиям мирного договора Австрия получила 4 канонерские лодки (патрульных катера) бывшей императорской Дунайской флотилии — «Штор», «Фогаш», «Компо» и «Барш». Первые три канонерские лодки в 1927 г. были проданы Венгрии, а четвёртая в 1929 г. обменяна на более мелкую «Сефок» (императорскую «Чука»), названную «Бираго» и ставшую флагманским кораблем речных сил. Силы также включали в себя некоторые более мелкие единицы, которые как раз и активно использовались в отличие от больших судов, простоявших без ремонта с окончания военных действий.

В 1928 г. суда флотилии были приданы различным инженерным подразделениям армии (командиры на период 1937 г.):

1-й Венский инженерный батальон (Wiener Pionierbataillon Nr 1), Клостернойбург, Карл Видман (Karl Widmann);

2-й Венский инженерный батальон (Wiener Pionierbataillon Nr 2), Вена, Герман Яновски (Hermann Janowski);

3-й Нижнеавстрийский инженерный батальон (Niederösterreichisches Pionierbataillon Nr 3), Мелк, Йозеф Порта (Josef Porta);

4-й Верхнеавстрийский инженерный батальон (Oberösterreichisches Pionierbataillon Nr 4), Линц, Рихард Баумгартнер (Richard Baumgartner);

Мостостроительный батальон «Вице-адмирал Тегетгоф» (Brückenbataillon «Vizeadmiral Tegetthoff»), Кремс, Хуго Фишль (Hugo Fischl).

В 1938 г. Австрия была присоединена к Германии, корабли и суда флотилии перешли под контроль немецких вооруженных сил.

## История 1956—2006 гг
После войны только в 1956 г. был организован отряд патрульных катеров (Patrouillenbootstaffel), как часть Школы военных инженеров (Pioniertruppenschule) в составе вооруженных сил.

В конце 1960-х гг. была предпринята попытка значительно усилить флотилию новыми большими катерами. По инициативе правительства был разработан план постройки 12 катеров по 70 т, однако был построен только один катер — «Нидеростеррайх».

30 августа 2006 г. отряд патрульных катеров был расформирован. Австрийские последние патрульные катера, задача которых в основном состояла в полицейской и таможенной службе, были выведены из состава и переданы 16 ноября на торжественной церемонии в Музей военной истории при попечении Австрийского морского общества (Osterreichischer Marineverband). 

Инженерные подразделения продолжают использовать мелкие суда.

С 1980-х гг. действует также речная полиция (Schiffahrtspolizei).

## Командующие флотилией
1919—1923 Отто Кассероллер (Otto Kasseroller);

1981 — Франц Трапль (Franz Trapl);

1992 — майор Фридрих Хегна (Friedrich Hegna);

2000 — майор Манфред Цемзауэр (Manfred Zemsauer);

2004 — лейтенант Антон Згарц (Anton Sgarz).

## Личный состав и база
1+26 (1981), 32 (1992), 2+33 (1999), 24 (2004)

База — затон Кюхелау, Вена.

## Корабельный состав

### 1918—1938 гг.
«Штор» (Stör) 1916/27.02.1916 (по другим данным, 1918)/08.1918. Бывшая канонерская лодка (патрульный катер) «Штор» (Stör, первоначально «p») Австро-венгерской Дунайской флотилии. Входила в состав Венгерской советской Дунайской флотилии под именем «Комаром» (Komárom), находилась под контролем Великобритании, затем передана Австрии, где была снова переименована в Stör. Продана Венгрии 6 октября 1927 г.

«Фогаш» (Fogas) 1915/06.12.1915/06.12.1915 (по другим данным, 1916). Бывшая канонерская лодка (патрульный катер) «Фогаш» (Fogas, первоначально «i» — до 1916 г.) Австро-венгерской Дунайской флотилии. Входила в состав Венгерской советской Дунайской флотилии, находилась под контролем Великобритании. Передана Австрии, но в строй не вводилась. Продана Венгрии 6 октября 1927 г.

«Компо» (Compo) 1915/1916/28.03.1916. Ganz & Co. Danubius Machine-, Waggon- & Shipyard Co. Ltd., Будапешт. 133 т, 44х6х1 м. Турбины=1100 л.с., 15 уз, 4 66-мм орудия, 4 пулемета. Бывшая канонерская лодка (патрульный катер) «Компо» (Compó, первоначально «n» — до 28.03) Австро-венгерской Дунайской флотилии. С марта 1919 г. входила в состав Венгерской советской Дунайской флотилии, с лета 1919 г. под контролем Великобритании. Передана Австрии 14 апреля 1921 г., но в строй не вводилась. Продана Венгрии 6 октября 1927 г.

«Барш» (Barsch) 1915/1916/14.03.1916. Бывшая канонерская лодка (патрульный катер) «Барш» (Barsch, первоначально «m» — до 28.04) Австро-венгерской Дунайской флотилии. Входила в состав Югославской флотилии под именем «Неретва» (Neretva), с 18 ноября 1919 г. под контролем Великобритании. Передана Австрии 14 апреля 1921 г., но в строй не вводилась. Была обменена в 1929 г. на «Сёфок».

«Бираго» (Birago) 1915/1915/01.03.1916. Ganz & Co. Danubius Machine-, Waggon- & Shipyard Co. Ltd., Будапешт. 60т, 36х4,6х0,9 м. 800 л.с., 13,5 уз., 1 66-мм орудие, 2 пулемета. Бывшая канонерская лодка (патрульный катер) «Чука» (Csuka, первоначально"k" — до 1916 г.) Австро-венгерской Дунайской флотилии. В 1920 г. получила имя «Сефок». Была обменена в 1929 г. вместо канонерской лодки «Барш» (Barsch).Являлась флагманским кораблем флотилии. Сдана на слом в 1939 г. в Линце.

«Томмен» (Thommen), вооруженный пароход. В строю с 1919 г. 376 т, 62х7,3(14,9)х1,2 м, 1 75-мм орудие. Построен в 1894 г. В 1941 г. переименован в «Бихар» (Bihar), сломан в 1961 г.(?)

«Мёве» (Mowe), катер. В строю с 1920 г. по 1935 г. Построен в 1914 г.

«Брахе» (Brache), катер. В строю с 1920 г. по 1931 г. Построен в 1914 г.

«Мур» (Mur), катер. В строю с 1921 г. по 1931 г. Построен в 1911 г.

«Донау» (Donau), катер. В строю с 1921 г. по 192? г. Построен в 1916 г.

«Эннс» (Enns), катер. В строю с 1921 г. по 192? г. Построен в 1916 г.

«Инн» (Inn), катер. В строю с 1921 г. по 1928 г. Построен в 1915 г.

«Трайзен» (Traisen), катер. В строю с 1921 г. по 1935 г. Построен в 1914 г.

«Драу» (Drau), катер. В строю с 1921 г. по 1933 г. Построен в 1914 г.

Тип «Кремс», буксиры, патрульные катера, построены в Кремсе, отличались незначительно. 14 т, 13,8х3х0,8 м. 2 пулемета. В 1938 г. перешли под контроль Германии и служили в немецкой Дунайской флотилии

- «Кремс» (Krems) (с марта 1938 г.), Построен в 1930 г. Носил номера B.18 B.7
- «Драу» (Drau) (с марта 1938 г.). Построен в 1934 г. Носил номер B.8. Погиб в сентябре 1944 г. в Прахово.
- «Мур» (Mur) (с марта 1938 г.), Построен в 1934 г. Носил номер B.6.
- «Траун» (Traun) (с марта 1938 г.). Построен в 1935 г. Носил номер B.5. Погиб в сентябре 1944 г. в Прахово.
- «Зальцах» (Salzach). Построен в 1935 г. Носил номер B.4.
- «Эннс» (Enns). Построен в 1935 г. Носил номер B.2.

«Форель» (Forelle), учебный, штабной катер, построен в 1933 г. в Кремсе. Переименован в 1934 г. в «Газель» (Gazelle). 11 т, 15,3х2,8х0,7 м, 11 уз, вооружение 1 пулемет. С 1938 г. в составе немецкого Sperrversuchskommando в Линце. Потоплен в 1944 г.

### 1956—2006 гг.
«Оберст Брехт» (Oberst Brecht), вступил в строй 14.01.1958. 10 т, 12,3х2,51х0,75 м, диз. двигатели=14 уз. Вооружение 1 пулемет, 1 гранатомет. Экипаж 5 человек.

«Нидеростеррайх» (Niederosterreich), заложен 31.03.1969/спущен на воду 26.07.1969/вступил в строй 16.04.1970. 73 т, 29,67х5,41х1,1 м, диз. двигатели=22 уз. Вооружение: 1 20-мм орудие, 3 пулемета, 1 гранатомет. Экипаж 9 человек.

Патрульные катера A602 (построен в 1960 г.), A605, A606, A607, A608 (все построены в 1964 г.)

4 инженерных катера типа M3B (построены в 1965 г.). Служили до 1984 г.

6 инженерных катера типа M3D (американской постройки 1976 г.). Служили до 1984 г. 3 т, 8,3х2,5х2 м, 18 уз.

10 катеров (построены в 1984 г.). 4,7 т, 7,5х2,5х0,6 м, 14 уз.

Несколько самоходных понтонов от 8,5 до 40 т.

10 патрульных катеров M-boot. Построены в 1984 г. 4,7 т, 7,5х2,5х0,6 м, диз. моторы=14 уз.

## Фотогалерея

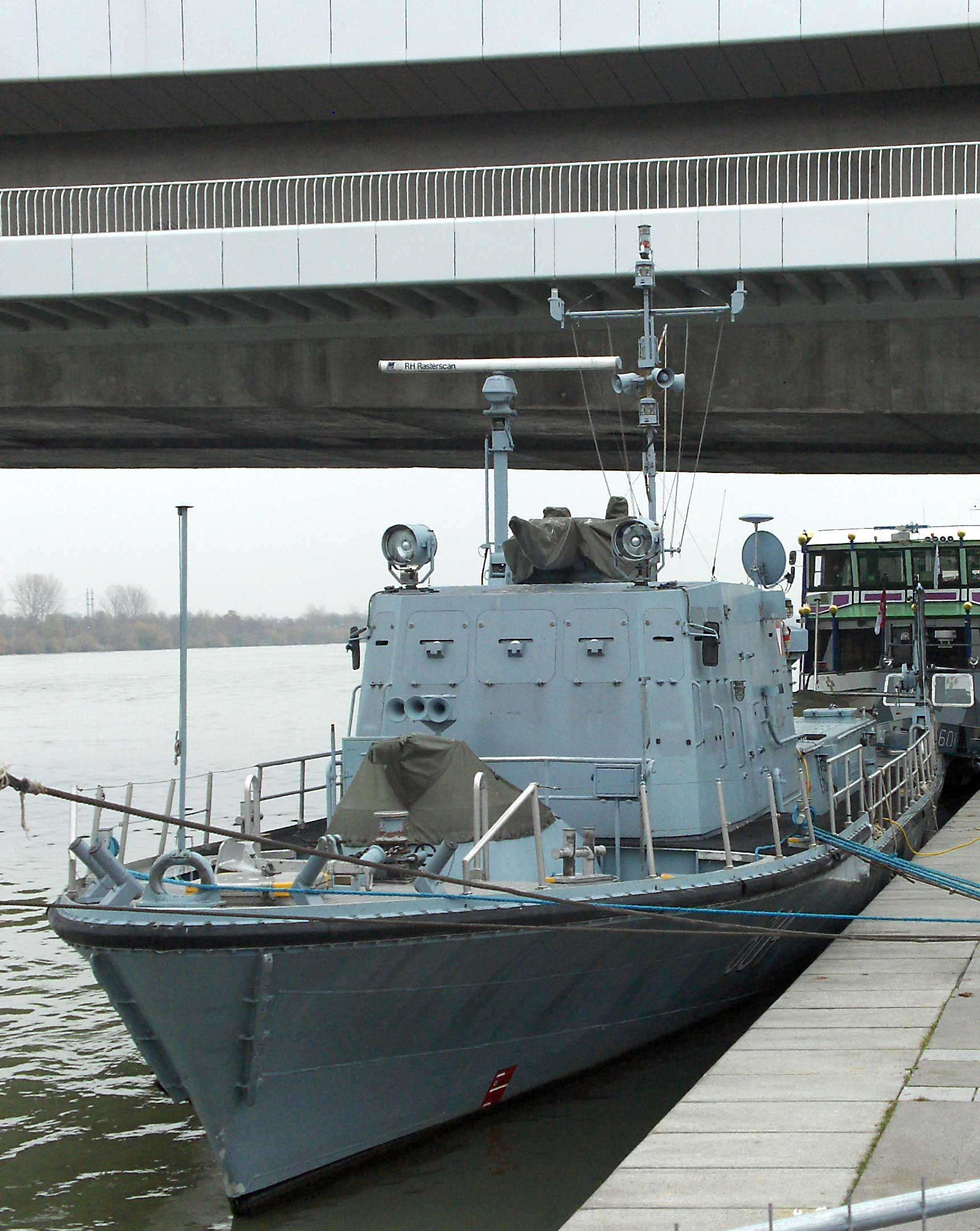
Патрульный катер «Нидеростеррайх»
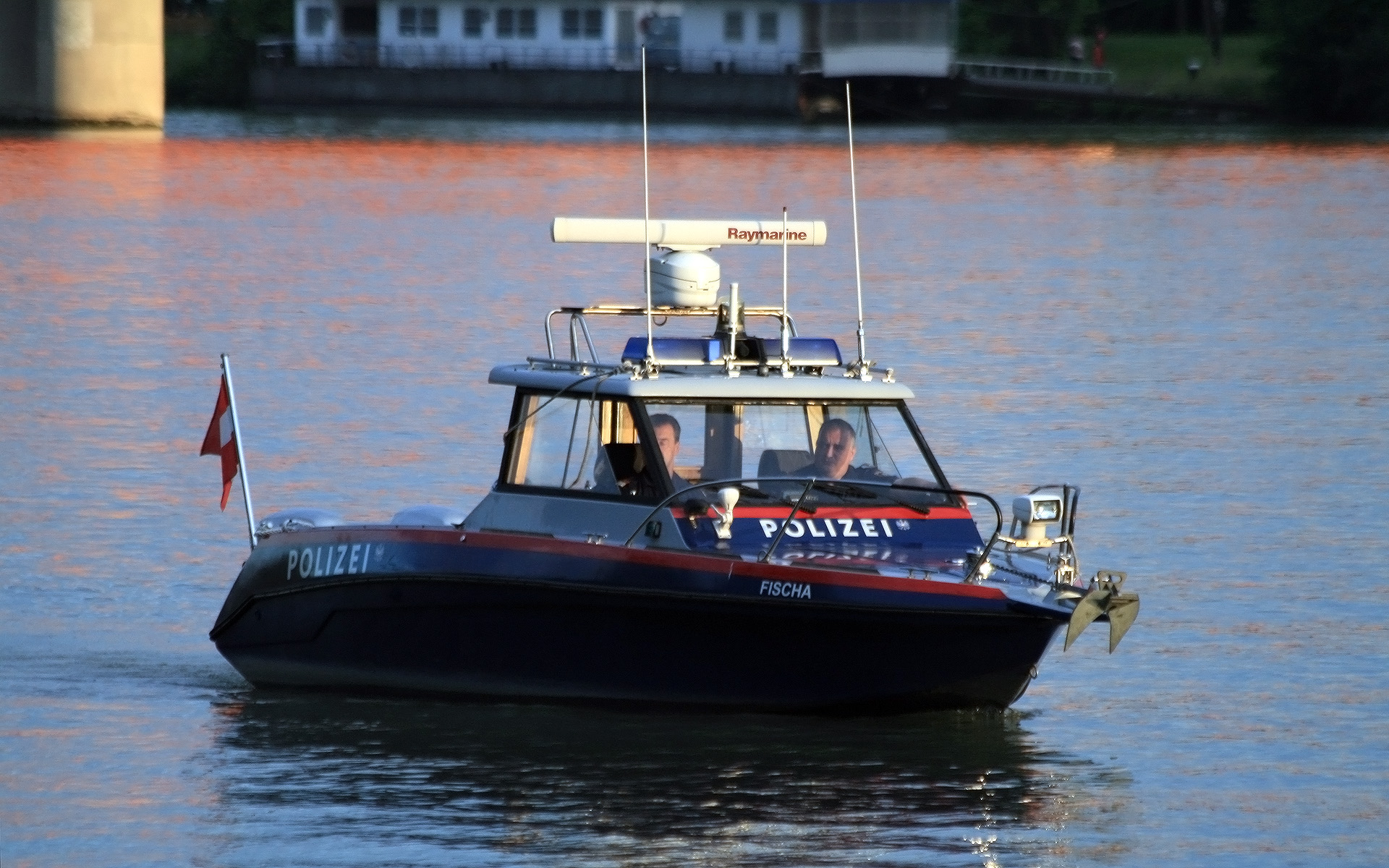
Катер современных полицейских сил Австрии